# Rhyacophila invaria
Rhyacophila invaria är en nattsländeart som först beskrevs av Walker 1852.  Rhyacophila invaria ingår i släktet Rhyacophila och familjen rovnattsländor. Inga underarter finns listade i Catalogue of Life.